# Processo (diritto)
Il processo (talvolta indicato come giudizio), in diritto, è il procedimento attraverso il quale viene esercitata la funzione giurisdizionale, e si conclude con una sentenza. Talvolta viene usato anche il termine procedimento che, a rigore, si riferisce a un concetto più ampio, essendo il processo un particolare tipo di procedimento.

## Storia
Nell'antica Roma gli attori vengono rappresentati, nei testi di diritto romano, con il nome fittizio di: Aulo Agerio; i convenuti invece vengono rappresentati, nei testi di diritto romano, con il nome fittizio di: Numerio Negidio. Erano previsti vari tipi di processo, come ad esempio il processo per formulas e il processo extra ordinem. Con la caduta dell'Impero romano, i nuovi regni barbarici si diedero un proprio diritto barbarico; nel corso dei secoli gli istituti si sono evoluti ulteriormente, fino ad arrivare al codice napoleonico, che costituì la base alla quale tutti i successivi sistemi processuali si ispirarono.

## La disciplina normativa
L'ordine degli atti processuali, la loro forma, i termini da rispettare, gli organi e i soggetti competenti sono indicati e disciplinati da particolari norme giuridiche, le norme processuali, che nel loro insieme costituiscono il diritto processuale. In relazione ai vari tipi di processo, si avrà un diritto processuale civile, penale, amministrativo e così via. In molti ordinamenti il diritto processuale civile e quello penale sono codificati rispettivamente nel codice di procedura civile e nel codice di procedura penale.
Il principio espresso dal brocardo "ne procedat iudex ex officio" vuole che il processo possa essere avviato solo su azione di una parte, non dal giudice di propria iniziativa (d'ufficio); nel diritto positivo, però, non mancano eccezioni a questo principio: si pensi all'avvio del processo penale a iniziativa del giudice laddove è adottato il sistema inquisitorio.

## Caratteristiche generali
Esso consiste in una sequenza ordinata di atti giuridici, gli atti processuali, posti in essere dalle parti (incluso il  pubblico ministero, quale parte pubblica) e dal giudice o da suoi ausiliari compiuti secondo le norme processuali, preordinati all'emanazione dell'atto terminale, che è un provvedimento giurisdizionale.
Il complesso di norme che disciplinano un processo è detto procedura o rito. Accanto al rito ordinario, l'ordinamento può prevedere riti speciali, più o meno differenziati, applicabili laddove ricorrano determinate condizioni, ad esempio quando la controversia rientra in una certa materia. Un caso particolare sono i riti sommari nei quali alcune fasi del rito ordinario sono semplificate o rimosse, per assicurare la celerità del procedimento. Secondo i casi, il ricorso al rito speciale può essere necessario o può essere lasciata all'attore la facoltà di scegliere tra lo stesso e il rito ordinario; tutti gli ordinamenti moderni garantiscono inoltre il diritto alla difesa.

### Le parti
Il porre in essere un'azione legale consente alle parti di provocare l'esercizio della giurisdizione da parte degli organi statali competenti e l'instaurazione del processo; la parte che lo esercita (attraverso un atto introduttivo, la domanda giudiziale) - nel sistema giuridico italiano - è detta attore, mentre convenuto è la parte con la quale, a seguito dell'esercizio dell'azione, viene costituito il rapporto (a prescindere dalla sua volontà, tant'è che la sua mancata costituzione in giudizio non impedisce la celebrazione del processo ma determina solo la particolare condizione detta contumacia).

### Il rapporto processuale
Oltre che come procedimento, il processo può essere visto come un particolare rapporto giuridico, il rapporto processuale, intercorrente tra le parti e un giudice terzo e imparziale. Si tratta di una ricostruzione, risalente alla dottrina tedesca del XIX secolo, accoglibile nella misura in cui non si perda di vista il carattere intrinsecamente dinamico del rapporto, che dal momento dell'instaurazione, con l'atto introduttivo, si modifica continuamente per effetto dei successivi atti processuali.
Il rapporto processuale va tenuto distinto dal rapporto sostanziale, relativo al diritto soggettivo per la cui realizzazione è stato instaurato. Ha propri presupposti (presupposti processuali), ossia fatti la cui sussistenza è condizione necessaria affinché sorga il potere-dovere del giudice di pronunciarsi sul diritto sostanziale; ove questi presupposti manchino, il rapporto processuale viene ugualmente in essere, ma in capo al giudice sorge un diverso potere-dovere, quello di dichiarare la loro insussistenza.

### Principio dispositivo e inquisitorio
Secondo il ruolo che il diritto processuale riserva al giudice, si distinguono i sistemi basati sul principio dispositivo da quelli basati sull'opposto principio inquisitorio, fermo restando che il diritto positivo, nel disciplinare il processo, può ispirarsi in varia misura tanto all'uno quanto all'altro principio, realizzando, quindi, una commistione tra i due.
Il principio dispositivo è, in realtà, un insieme di principi, che vanno considerati separatamente giacché ben potrebbe la disciplina positiva conformarsi a uno e discostarsi dall'altro. Tali principi sono tradizionalmente espressi da brocardi, a testimonianza della loro antica origine:
- "nemo iudex sine actore" (o il già citato "ne procedat iudex ex officio"), che vieta al giudice di avviare il processo in assenza di azione della parte;
- "iudex iuxta alligata iudicare debet", che vieta al giudice di fondare la sua decisione su fatti diversi da quelli che le parti hanno allegato (l'allegazione è l'atto con il quale la parte introduce in giudizio un fatto ponendo la sua sussistenza o insussistenza);
- "ne eat iudex ultra petita partium" (o "sententia debet esse conformis libello"), che vieta al giudice di pronunciare a favore o contro soggetti diversi dalle parti (le personae dell'azione), di accordare o negare cosa diversa da quella domandata dalla parte (il petitum) e di sostituire il fatto costitutivo del diritto fatto valere dalla parte (la causa petendi) con uno diverso;
- "iudex iuxta probata iudicare debet", che vieta al giudice di fondare la sua decisione su mezzi di prova diversi da quelli proposti dalle parti.

I primi tre brocardi si possono compendiare nel principio dispositivo in senso proprio (o materiale o sostanziale), mentre il quarto esprime il principio dispositivo in senso improprio (o formale o processuale), detto anche principio di disponibilità delle prove. Un processo basato sul principio dispositivo si pone come unico obiettivo la risoluzione della controversia tra le parti e, dunque, la tutela dei loro interessi privati; alle parti è, quindi, lasciata la piena disponibilità della vicenda processuale, mentre il giudice si limita ad assicurare che si svolga nel rispetto delle regole.
Il principio inquisitorio, invece, prende piede quando nel processo si vogliono perseguire anche altri interessi pubblici, sicché viene riconosciuto al giudice un ruolo più attivo, allo scopo di assicurare tale finalità. Non stupisce, quindi, che il principio dispositivo caratterizzi tipicamente il processo civile e che nel processo penale possa essere più o meno attenuato, a beneficio del principio inquisitorio. Anche il processo civile, del resto, può discostarsi dal principio dispositivo quando, ad esempio, l'ordinamento, per ragioni di equità, si propone di assicurare una particolare tutela a una parte ritenuta "debole" (quale potrebbe essere il lavoratore nei confronti del datore di lavoro); lo scostamento è, poi, considerevole negli ordinamenti comunisti, correlativamente al venir meno del principio della natura privata dei diritti patrimoniali e, quindi, della loro libera disponibilità.

## Nel mondo

### Italia
Nel diritto processuale penale italiano, dopo l'entrata in vigore del nuovo codice di procedura penale, distingue il processo dal procedimento penale: il processo penale comprende tutte le attività dall'esercizio dell'azione penale fino al passaggio in giudicato della sentenza; il procedimento penale comprende, oltre a tali attività, anche le indagini preliminari, svolte dal pubblico ministero e dalla polizia giudiziaria, volte a permettere al pubblico ministero di decidere se esercitare o meno l'azione penale.

Nel vigente ordinamento giuridico italiano sussiste una netta distinzione tra controversie civili, penali e amministrative. Le controversie civili generalmente hanno per oggetto l'accertamento di un diritto, quelle penali attengono all'accertamento della violazione di una legge penale incriminatrice, vale a dire la sussistenza di un reato, quelle amministrative riguardano la lesione di un diritto soggettivo o di un interesse legittimo da parte di una pubblica amministrazione italiana.
Alla divisione generale di cui sopra si debbono evidenziare materie specifiche, spesso di competenza di giudici diversi da quelli che decidono i processi civili, penali o amministrativi, come per esempio le controversie tributarie (decise dalle commissioni tributarie in primo, secondo e terzo grado, giudice speciale) oppure le controversie in materia di esecuzione delle condanne penali (decise, oltre che dai giudici penali come "incidenti di esecuzione", anche dai tribunali di sorveglianza, questi ultimi con competenza esclusiva per quanto concerne le misure alternative alla detenzione) oppure ancora le controversie in materia di acque (Tribunale Regionale delle acque pubbliche e Tribunale Superiore delle acque pubbliche) oppure ancora le violazioni dei Regolamenti militari (decisi dai Tribunali militari e dalle Corti d'Appello militari). Nell'esercizio della giurisdizione, la magistratura italiana è inoltre coadiuvata dai cosiddetti ausiliari (quali, il cancelliere o l'ufficiale giudiziario). Infine, con il D.P.R. 13 febbraio 2001 n.123 venne poi introdotto nell'ordinamento italiano il processo civile telematico
L'ordinamento italiano prevede vari tipi di processo: civile, penale, amministrativo e così via. Il tipo di processo può variare da un ordinamento all'altro; tutti gli ordinamenti statali, però, conoscono:
- il processo civile, volto a risolvere le controversie concernenti rapporti giuridici di diritto privato, nonché quelli di cui è parte la pubblica amministrazione quando non sono devoluti al giudice amministrativo (innanzi al quale si svolge, invece, il processo amministrativo);
- il processo penale, volto a risolvere le controversie concernenti la responsabilità di un soggetto per un reato e la sua conseguente sottoposizione a una pena.

Nell'ambito del processo civile si distingue il processo di cognizione, volto all'emanazione di una sentenza che accerta l'esistenza o l'inesistenza di situazioni giuridiche soggettive e, conseguentemente, condanna la parte soccombente a tenere un determinato comportamento oppure crea, modifica o estingue un rapporto giuridico, dal processo di esecuzione, volto alla materiale soddisfazione di un diritto soggettivo già accertato, nel caso la parte soccombente non tenga il comportamento alla quale è stata condannata.
Ai sensi della legge italiana, nei processi civili innanzi al giudice di pace, la parte può stare personalmente in giudizio. Inoltre, allorché la parte ovvero il suo rappresentante legale abbia la qualità necessaria a esercitare con procura l'ufficio di difensore presso il giudice adito, può stare in giudizio senza il ministero di altro difensore. Negli altri casi (cioè davanti a tutti gli altri giudici) è necessaria l'assistenza di un avvocato difensore. Ove il giudizio sia avanti alla Corte di Cassazione, il difensore deve essere un avvocato abilitato al patrocinio avanti le giurisdizioni superiori. Nei procedimenti penali è invece obbligatoria l'assistenza e difesa a mezzo di un avvocato difensore.